# Bee Gees Saw a New Morning (EP3)

## Közreműködők
- Barry Gibb – ének, gitár
- Maurice Gibb – ének, gitár, zongora, orgona, basszusgitár
- Robin Gibb – ének
- Geoff Bridgford – dob
- stúdiózenekar Bill Shepherd vezényletével

## A lemez dalai
- Saw a New Morning (Barry, Robin és Maurice Gibb) (1972), stereo 4:24, ének: Barry Gibb, Robin Gibb
- Alive (Barry, Robin és Maurice Gibb) (1972), stereo 4:03, ének: Barry Gibb, Robin Gibb
- Please Don't Turn Out The Lights (Barry, Robin és Maurice Gibb) (1972), stereo1:59, ének: Barry Gibb, Robin Gibb
- Come Home Johnny Bride (Barry Gibb) (1972), stereo 3:50, ének: Barry Gibb
- Alone Again (Robin Gibb) (1970), stereo 3:00, ének: Barry Gibb
- Sea Of Smiling Faces (Barry, Robin és Maurice Gibb) (1972), stereo 3:07, ének: Barry Gibb, Robin Gibb

## Top 10 helyezés
- Saw a New Morning: Hongkong: 1.
- Alive: Ausztrália: 4.